# القرضة (العدين)

تعديل مصدري - تعديل

القرضة محلة تابعة لقرية وادي رباد، التابعة لعزلة جبل بحري بمديرية العدين إحدى مديريات محافظة إب في الجمهورية اليمنية.، بلغ تعداد سكانها 105 حسب تعداد اليمن لعام 2004.